# Rubin (jabłoń)
Jabłoń domowa ‘Rubin’ – odmiana uprawna (kultywar) jabłoni domowej (Malus domestica ‘Rubin Delicious’), należąca do grupy odmian zimowych. Odmianę tę otrzymał w Střižowicach (Czechy) hodowca-amator Otto Louda w 1960 r. ze skrzyżowania odmian ‘Lord Lambourne’ i 'Golden Delicious'. W Polsce na szerszą skalę zaczęto ją uprawiać dopiero od początku lat 90. Wyróżnia się wysoką jakością i wyśmienitym smakiem. W 1997 roku została wpisana do Rejestru Odmian w Polsce.

## Morfologia
PokrójRubin jest znany z bardzo dużego wigoru, a jego drzewa charakteryzują się silnym wzrostem oraz dużymi kulistymi i luźnymi koronami. Silny wzrost jest jedną z przyczyn ogałacania się pędów w środku korony oraz przesuwania się owocowania na zewnątrz.
OwocPrawie 100% plonu to owoce najwyższej jakości. Jabłka tej odmiany są duże, kuliste, z bardzo delikatnym karbowaniem wokół dość głębokiego kielicha. Owoce są bardzo wyrównane pod względem wielkości i wybarwienia. Skórka jest żółta, lekko tłusta, bez ordzawienia, pokryta w znacznej części czerwonym, rozmyto paskowanym rumieńcem. Cechą charakterystyczną są duże jasnożółtoszare przetchlinki występujące na całym owocu a wyraźnie wyróżniające się na zarumienionej stronie. Miąższ jest kremowy, kruchy, soczysty, kwaskowo słodki i powszechnie oceniany jako bardzo smaczny.

## Rozwój
W okres owocowania wchodzi średnio wcześnie, na ogół w trzecim-czwartym roku po posadzeniu. Owocuje corocznie, głównie na długo- i niewielka część owoców na krótkopędach. Dobrze owocuje na podkładkach karłowych i superkarłowych.

## Uprawa
PielęgnacjaSilny wzrost drzewa można wyeliminować, poprzez właściwe cięcie i formowanie drzew. Mimo silnego wzrostu drzew, kwatera z odmianą Rubin może być bardzo intensywna, gdyż przy odpowiednim cięciu korony nie zajmują zbyt dużo miejsca. Wzrost drzew można ograniczyć stosując karłowe i super karłowe podkładki. Odmiana na ogół nie wymaga przerzedzania zawiązków poprawiających wielkość owoców a tylko w latach bardzo obfitego owocowania usuwa się część zawiązków krótko po kwitnieniu.
Zbiór i przechowywanieW warunkach polskich dojrzałość zbiorczą osiąga w I dekadzie października, a dojrzałość konsumpcyjną kilka tygodni później. Przechowuje się bardzo dobrze, w zwykłej chłodni można ja przechować do przełomu lutego – marca, a w chłodni z atmosferą kontrolowaną do kwietnia.

## Zdrowotność
Rubin jest odmianą podatną na parcha jabłoni. Na mączniaka jabłoni średnio wrażliwą, podobnie jak na zarazę ogniową, choroby kory oraz gumowatość drewna. Drzewa są średnio wytrzymałe na mróz.

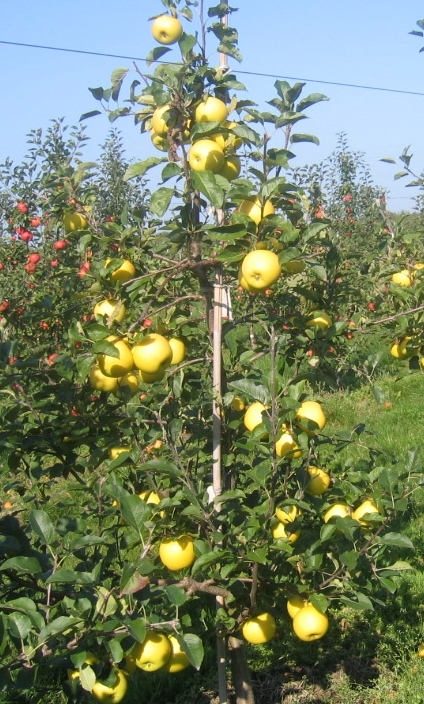
Drzewko Gold Bohemii – mutant odmiany Rubin

## Mutanty
U odmiany Rubin mutanty nie pojawiają się tak spontanicznie jak u takich odmian jak Gala czy Fuji, ale i tu znaleziono nowe formy. Najbardziej znanym mutantem Rubina jest Bohemia. Znalazł ją czeski sadownik Josef Thorz. Wzrost tej odmiany jest nieco słabszy w porównaniu z Rubinem. Inną formą jest Gold Bohemia o jasno żółtej skórce znaleziona również przez czeskiego sadownika. Najnowszą formą pochodną Rubina jest Dark Rubin. Owoce odmian pochodzących od Rubina wyróżnia atrakcyjny wygląd i smak.